# Poppenlauerer Straße 21 (Maßbach)

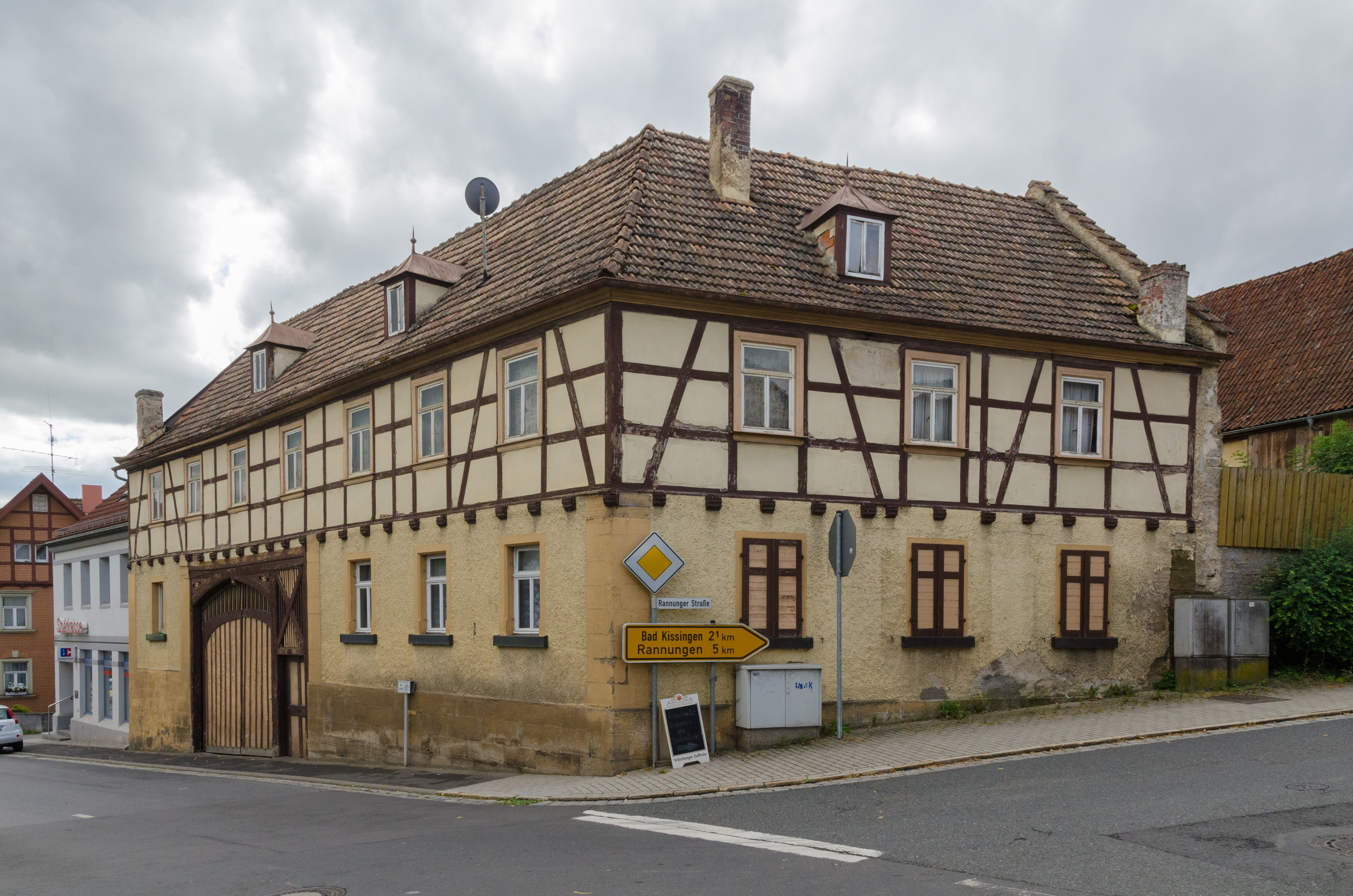
Haus Poppenlauerer Straße 21 in Maßbach

Das Gebäude Poppenlauerer Straße 21 in Maßbach, einer Gemeinde im unterfränkischen Landkreis Bad Kissingen (Bayern), wurde Ende des 19. Jahrhunderts errichtet. Der Bauernhof im Ortskern ist ein geschütztes Baudenkmal.

## Beschreibung
Das Gebäude in Ecklage besteht aus einem Wohnhaus auf hakenförmigem Grundriss und einem Hof, der von einer Scheune und von Stallungen abgeschlossen wird. Das zweigeschossige Wohnhaus mit sieben zu drei Fensterachsen ist auf einem massiven Erdgeschoss mit Eckpilastergliederung errichtet. Das Fachwerkobergeschoss auf profilierten Balkenköpfen ist mit einem Satteldach gedeckt. Die Toranlage besitzt eine Fußgängerpforte und Lüftungsgitter.